# Lucien Lux
Lucien Lux (ur. 13 września 1956 w Troisvierges) – luksemburski polityk, działacz związkowy i samorządowiec, deputowany, w latach 2004–2009 minister.

## Życiorys
Pracował w luksemburskim przewoźniku kolejowym CFL. Został etatowym działaczem związkowym, a w 1978 sekretarzem centrali związkowej OGB-L. Zaangażował się również w działalność polityczną w ramach Luksemburskiej Socjalistycznej Partii Robotniczej. Od 1988 był burmistrzem miejscowości Bettembourg. W latach 2002–2004 pełnił funkcję sekretarza generalnego swojego ugrupowania.
W 1989 po raz pierwszy uzyskał mandat posła do Izby Deputowanych. Z powodzeniem ubiegał się o reelekcję w czterech kolejnych wyborach – po raz ostatni w 2009, kończąc wykonywanie mandatu poselskiego w 2013.
Od lipca 2004 do lipca 2009 był członkiem rządu Jean-Claude’a Junckera i Jeana Asselborna. Sprawował w tym okresie urzędy ministra środowiska oraz ministra transportu.